# Bruce Smith (giocatore di football americano 1920-1967)
Bruce P. Smith (Faribault, 8 febbraio 1920 – 28 agosto 1967) che ha giocato nel ruolo di halfback nella National Football League (NFL). Al college giocò a football all'Università del Minnesota vincendo Heisman Trophy, il massimo riconoscimento individuale a livello universitario.

## Carriera
Smith frequentò la University of Minnesota, portando i Golden Gophers a vincere due campionati nazionali consecutivi nel 1940 e 1941, giocando come capitano nell'anno del secondo titolo. Ricevette l'Heisman Trophy due giorni dopo l'attacco di Pearl Harbor e fu premiato come All-American e inserito nella formazione ideale della Big Ten Conference.
Durante la Seconda guerra mondiale, Smith servì nella Marina. Dopo la guerra giocò brevemente nella National Football League con i Green Bay Packers (1945–1948) e i Los Angeles Rams (1948).

## Palmarès
- Heisman Trophy - 1941

## Statistiche
| Yard corse | 560 |
| Touchdown  | 2   |